# Соосаар, Марк-Тоомас
Марк-То́омас Йоха́ннес Со́осаар (эст. Mark-Toomas Johannes Soosaar; родился 12 января 1946, Вильянди, Эстония) — эстонский кинорежиссёр, сценарист, оператор и документалист. Заслуженный деятель искусств Эстонской ССР (1986).

## Биография
В 1972 году окончил ВГИК. Будучи студентом он уже работал на эстонском телевидении (с 1970). В 1978—1991 годах в штате киностудии «Таллинфильм». Активно занимается политикой. Ведёт общественную работу. Руководит Пярнуским музеем современного искусства.

## Фильмография
Единственный художественный фильм:
- 1981 — Рождество в Вигала / Jõulud Vigalas

Документальные фильмы:
- 1970 — Государственный академический мужской хор /  RAM (музыкальный фильм)
- 1971 — Золотая карета / Kuldtõld
- 1972 — Соловей мой нежный /
- 1972 — Как живут рыбаки / Kuidas kalamehed elavad (музыкальный фильм)
- 1974 — Женщина с острова Кихну / Kihnu naine
- 1974 — Свой остров / Oma saar
- 1974 — Годичное кольцо / Aastaring
- 1977 — Радости земные / Maised ihad
- 1979 — Учитель / Õpetaja (Х/ф)
- 1979 — Воскресные живописцы / Pühapäevamaalijad
- 1981 — Мир господина Вене / Härra Vene maailm
- 1981 — Гнездо на Вилсанди / Vilsandi, mu kodu
- 1982 — Яан Оад / Jaan Oad
- 1983 —  / Aeg
- 1985 —  / Lasnamäe
- 1985 —  / Kihnu mees
- 1986 —  / Sadam udus
- 1989 —  / Miss Saaremaa
- 1991 —  / Riigivanem
- 1992 —  / Eesti esimene kodanik
- 1995 —  / Mission Impossible
- 1997 —  / Isa, poeg ja püha Toorum
- 2001 —  / Nikolai tänav Parnus
- 2002 —  / Anu Raud – elumustrid
- 2005 —  / Haal maa ja taeva vahel
- 2007 —  / Vabatahtlikud
- 2010 —  / Vilsandi - Eesti looduskaitse hall
- 2012 —  / Meretagused
- 2012 —  / Kihnu ljõnnuaabets
- 2013 —  / Rasmus, kormonaudid ning...[1]

## Награды
- 1986 — Заслуженный деятель искусств Эстонской ССР
- 1996 — Почётный гражданин города Пярну
- 2001 — Орден Белой звезды 4 класса
- 2005 — Кавалер ордена «За заслуги» (Франция)[2]